# Canthyporus lowryi
Canthyporus lowryi är en skalbaggsart som beskrevs av Omer-cooper 1965. Canthyporus lowryi ingår i släktet Canthyporus och familjen dykare. Inga underarter finns listade i Catalogue of Life.